# Magnetó nuclear
En física atòmica, el magnetó nuclear (simbolitzat {\displaystyle \mu _{\mathrm {N} }\!})és una constant física de moment magnètic.
Es defineix com:
{\displaystyle \mu _{\mathrm {N} }={{e\hbar } \over {2m_{\mathrm {p} }}}}
on:
{\displaystyle e\!} és la càrrega elemental,
{\displaystyle \hbar } és la constant de Planck,
{\displaystyle m_{\mathrm {p} }\!} és la massa en repòs del protó
En el Sistema Internacional d'Unitats el seu valor és aproximadament de:
{\displaystyle \mu _{\mathrm {N} }\!} = 5.050 783 43(43) × 10-27 J·T-1